# Municipio de Van Buren (condado de Van Buren)
El municipio de Van Buren (en inglés: Van Buren Township) es un municipio ubicado en el condado de Van Buren en el estado estadounidense de Iowa. En el año 2010 tenía una población de 1455 habitantes y una densidad poblacional de 12,01 personas por km².

## Geografía
El municipio de Van Buren se encuentra ubicado en las coordenadas 40°45′33″N 91°59′27″O / 40.75917, -91.99083. Según la Oficina del Censo de los Estados Unidos, el municipio tiene una superficie total de 121.16 km², de la cual 116,99 km² corresponden a tierra firme y (3,44 %) 4,17 km² es agua.

## Demografía
Según el censo de 2010, había 1455 personas residiendo en el municipio de Van Buren. La densidad de población era de 12,01 hab./km². De los 1455 habitantes, el municipio de Van Buren estaba compuesto por el 97,8 % blancos, el 0,27 % eran afroamericanos, el 0,82 % eran asiáticos, el 0,07 % eran de otras razas y el 1,03 % eran de una mezcla de razas. Del total de la población el 0,96 % eran hispanos o latinos de cualquier raza.